# Lala Kramarenko
Lala Dmitrievna Kramarenko (in russo Лала Дмитриевна Крамаренко?; Mosca, 6 dicembre 2004) è una ginnasta russa.

## Biografia
Lala è nata a Mosca il 6 dicembre 2004, ma nonostante questo ha gareggiato per l'Azerbaigian dal 2011 al 2013. Suo padre, Dmitrij Kramarenko, è un calciatore ormai ritirato dell'Azerbaigian. Lala ha una sorella gemella, Diana, che gioca a tennis.

## Carriera

### Junior
Lala ha iniziato a gareggiare per la Russia nel 2014.
Nel 2016 ha vinto il titolo di Campionessa Nazionale.
Nel 2017 vince ancora il titolo, e al suo primo Grand Prix, il Grand Prix di Mosca, vince l'oro all-around. Al Torneo Internazionale di Lisbona vince quattro ori: all-around, cerchio, palla e clavette. Al Grand Prix di Marbella vince due ori: all-around e team (con Polina Šmatko). Alla Junior World Cup di Sofia vince cinque ori: all-around, cerchio, palla, clavette e nastro. Alla gara nazionale "Speranze della Russia" arriva quarta dietro a Dar'ja Trubnikova (oro), Darija Sergaeva (argento) e Polina Šmatko (bronzo). Ai giochi russi-cinesi vince l'all-around, l'argento alle clavette e il bronzo a cerchio e nastro.
Nel 2018 vince ancora il titolo ai Nazionali Russi, davanti a Sergaeva e Trubnikova. Partecipa al Trofeo Internazionale MTM di Lubiana, vincendo l'all-around davanti ad Anna Štraško e Polina Šmatko e tutte e quattro le finali di specialità. Agli Europei di Guadalajara vince l'oro nella gara a team (con la squadra senior russa, Polina Šmatko, Dar'ja Trubnikova e Anastasija Sergeeva), nella finale alla palla e in quella al nastro. Partecipa alla Crystal Rose di Minsk, vincendo la gara a team (con Anastasija Sergeeva e Darija Sergaeva) e un argento al cerchio. Alla gara "Speranze della Russia" vince l'all-around davanti a Darija Sergaeva e Aleksandra Skubova.
Nel 2019 si riconferma come Campionessa Nazionale. Partecipa al Grand Prix di Marbella, vincendo l'all-around e le finali alla palla e alle clavette. Alla Sofia Cup di Sofia vince la finale alla palla. Alla Tart Cup di Brno vince la gara a team con Ol'ga Karaseva e Sofija Pogorelova e la finale alla palla. Ai Campionati mondiali juniores di ginnastica ritmica 2019 di Mosca vince l'oro nella gara a team (con la squadra junior, Anastasija Simakova e Darija Sergaeva), alle clavette e alla palla.

## Palmarès

### Mondiali juniores
| Anno | Città | Risultato | Specialità |
| ---- | ----- | --------- | ---------- |
| 2019 | Mosca | Oro       | Palla      |
| 2019 | Mosca | Oro       | Clavette   |
| 2019 | Mosca | Oro       | Team       |

### Europei juniores
| Anno | Città       | Risultato | Specialità |
| ---- | ----------- | --------- | ---------- |
| 2018 | Guadalajara | Oro       | Palla      |
| 2018 | Guadalajara | Oro       | Nastro     |
| 2018 | Guadalajara | Oro       | Team       |